# Coccophagus ghesquierei
Coccophagus ghesquierei är en stekelart som beskrevs av Hayat 1987. Coccophagus ghesquierei ingår i släktet Coccophagus och familjen växtlussteklar. Inga underarter finns listade i Catalogue of Life.